# Hubert Speckner
Hubert Speckner (* 15. März 1958 in Melk) ist ein österreichischer ziviler Beamter mit dem Amtstitel Hofrat des Bundesministeriums für Landesverteidigung (BMLV), Historiker und Offizier (Oberst dhmfD) des Milizstandes.

## Leben
Speckner stammt aus Niederösterreich. Von 1978 bis 1990 war er im Schuldienst in Vorarlberg tätig. 1980 leistete er Wehrdienst beim österreichischen Bundesheer. Nebenberuflich studierte er von 1985 bis 1991 Geschichte und Germanistik an der Universität Innsbruck. In den 1990er Jahren wurde er im Landwehrstammregiment 91, im Jägerregiment 9 und im Militärkommando Vorarlberg verwendet. 1995 schloss sich ein Doktoratsstudium (Dr. phil.) an den Universitäten Innsbruck, Graz und Wien bei Gerhard Jagschitz und Stefan Karner zum Thema Die Kriegsgefangenenlager der Deutschen Wehrmacht in der ,Ostmark‘ 1939 bis 1945 an.
Im Jahre 2000 wurde er Referatsleiter und 2004 stellvertretender Abteilungsleiter in der Militärgeschichtlichen Forschungsabteilung des Heeresgeschichtlichen Museums in Wien. Überdies wurde er 2001 Gastlehrer an der Theresianischen Militärakademie und der Landesverteidigungsakademie. Vom September 2005 bis November 2008 war er Generalsekretär der Österreichischen Offiziersgesellschaft. 2009 wurde er Hauptlehroffizier am Institut für Human- und Sozialwissenschaften der Landesverteidigungsakademie. Er bekleidet den Miliz-Dienstgrad eines Obersten des höheren militärfachlichen Dienstes.
Speckner ist verheiratet und Vater einer Tochter.

## Schriften (Auswahl)
- Dichtung und Wahrheit im Mittelalter. Das Leben der höfischen Gesellschaft im Spiegel der höfischen Literatur. Edition Praesens, Wien 1995, ISBN 3-901126-26-0.
- In der Gewalt des Feindes. Kriegsgefangenenlager in der „Ostmark“ 1939 bis 1945 (= Kriegsfolgen-Forschung. Bd. 3). Oldenbourg, Wien u. a. 2003, ISBN 3-486-56713-6.
- mit Wolfgang Etschmann (Hrsg.): Zum Schutz der Republik Österreich…. [Beiträge zur Geschichte des Österreichischen Bundesheeres] (= Schriften zur Geschichte des Österreichischen Bundesheeres. Sonderband). Gra & Wis, Wien 2005, ISBN 3-902455-03-9.
- Von drüben …. Die Flüchtlingshilfe des Österreichischen Bundesheeres in den Jahren 1956 bis 1999 (= Schriften zur Geschichte des Österreichischen Bundesheeres. Bd. 10). Gra und Wis, Wien 2006, ISBN 3-902455-10-1.
- mit Horst Pleiner: Zur Verstärkung der nördlichen Garnisonen …. der „Einsatz“ des Österreichischen Bundesheeres während der Tschechenkrise im Jahr 1968. (= Schriften zur Geschichte des Österreichischen Bundesheeres. Bd. 15). Gra und Wis, Wien 2008, ISBN 978-3-902455-16-1.
- Zur Assistenz an der Tiroler Grenze…. Der Sicherungseinsatz des Österreichischen Bundesheeres an der Grenze zu Südtirol (= Schriften zur Geschichte des Österreichischen Bundesheeres. Bd. 19). Hrsg. vom Generalstab des Bundesministeriums für Landesverteidigung und Sport und dem Heeresgeschichtlichen Museum, Wien 2012, ISBN 978-3-902551-30-6.
- Zwischen Porze und Roßkarspitz…. Der „Vorfall“ vom 25. Juni 1967 in den österreichischen sicherheitsdienstlichen Akten. Gra & Wis, Wien 2013, ISBN 978-3-902455-21-5.
- Von der „Feuernacht“ zur „Porzescharte“ …. Das „Südtirolproblem“ der 1960er Jahre in den österreichischen sicherheitsdienstlichen Akten. Gra&Wis Verlag, Wien 2016, ISBN 978-3-902455-23-9.